# غريغ كامب
غريغ كامب (بالإنجليزية: Greg Camp)‏ هو كاتب أغاني وموسيقي وعازف قيثارة أمريكي، ولد في 2 أبريل 1967 في ويست كوفينا في الولايات المتحدة.

## وصلات خارجية
- الموقع الرسمي
- غريغ كامب على موقع IMDb (الإنجليزية)
- غريغ كامب على موقع ميوزك برينز (الإنجليزية)
- غريغ كامب على موقع أول ميوزيك (الإنجليزية)
- غريغ كامب على موقع ديسكوغز (الإنجليزية)
- غريغ كامب على موقع قاعدة بيانات الفيلم (الإنجليزية)